# Корнелл, Элли
Элли Корнелл (англ. Ellie Cornell; 15 декабря 1963, Глен-Коув, Лонг-Айленд, США) — американская актриса, известная по роли Рейчел в фильмах «Хэллоуин 4: Возвращение Майкла Майерса» и «Хэллоуин 5: Месть Майкла Майерса». Окончила Rollins College во Флориде в 1986 году.
В 1990 году вышла замуж за кинопродюсера Марка Готтвальда. У пары двое детей — дочери Грейс и Роуз.

## Фильмография
| Год       |   | Русское название                       | Оригинальное название                     | Роль                                    |
| --------- | - | -------------------------------------- | ----------------------------------------- | --------------------------------------- |
| 1988      | ф | Замужем за мафией                      | Married to the Mob                        | настойчивый репортёр                    |
| 1988      | ф | Хэллоуин 4: Возвращение Майкла Майерса | Halloween 4: The Return of Michael Myers  | Рэйчел Каррузерс                        |
| 1989      | ф | Хэллоуин 5: Месть Майкла Майерса       | Halloween 5: The Revenge of Michael Myers | Рэйчел Каррузерс                        |
| 2003      | ф | Дом мёртвых                            | House of the Dead                         | Джорден Каспер, офицер береговой охраны |
| 2005      | ф | Дом мёртвых 2                          | House of the Dead 2                       | полковник Джорден Каспер                |
| 2006      | ф | Комната 6                              | Room 6                                    | Сара Норман                             |
| 2006      | ф | Заражение: Вирус смерти                | Dead & Deader                             | доктор Адамс                            |
| 2011—2012 | с | Роковые красотки                       | Femme Fatales                             | детектив Джанет Райт                    |